# Pink Press
Pink Press – polskie wydawnictwo prasowe powstałe w roku 1994, zajmujące się tematyką erotyczną, największe wydawnictwo erotyczne w Polsce.
Pierwszym wydawnictwem były czasopisma „Nowy Men” oraz „Nowy Wamp”, przeznaczone tylko dla osób dorosłych. Redaktorką czasopisma „Nowy Wamp” była m.in. Klaudia Figura. Z wydawnictwem związana była też Marianna Rokita.
Pink Press w całym okresie swojej działalności oferował ponad pięćdziesiąt tytułów prasowych (miesięczniki, dwumiesięczniki) o tematyce erotycznej. Obecnie ma w swej ofercie około trzydziestu pozycji heteroerotycznych, jak i homoerotycznych wydawanych na rynek polski i zagraniczny. Poza Polską magazyny Pink Press docierają do czytelników w takich krajach jak: Austria, Belgia, Czechy, Francja, Rumunia, Serbia oraz Słowacja.
Obok działalności wydawniczej spółka prowadzi sieć salonów erotycznych Pink Shop, organizowała bicie Seksualnego Rekordu Świata oraz produkuje filmy erotyczne. Pink Press jest organizatorem Międzynarodowych Targów Erotycznych „Eroticon” w Warszawie.
Z wydawnictwem od początku jego istnienia związani byli Sławomir Starosta oraz Krzysztof Garwatowski.
Współpracuje z wieloma firmami VOD z USA, Wielkiej Brytanii i Francji.